# 疯狂男孩

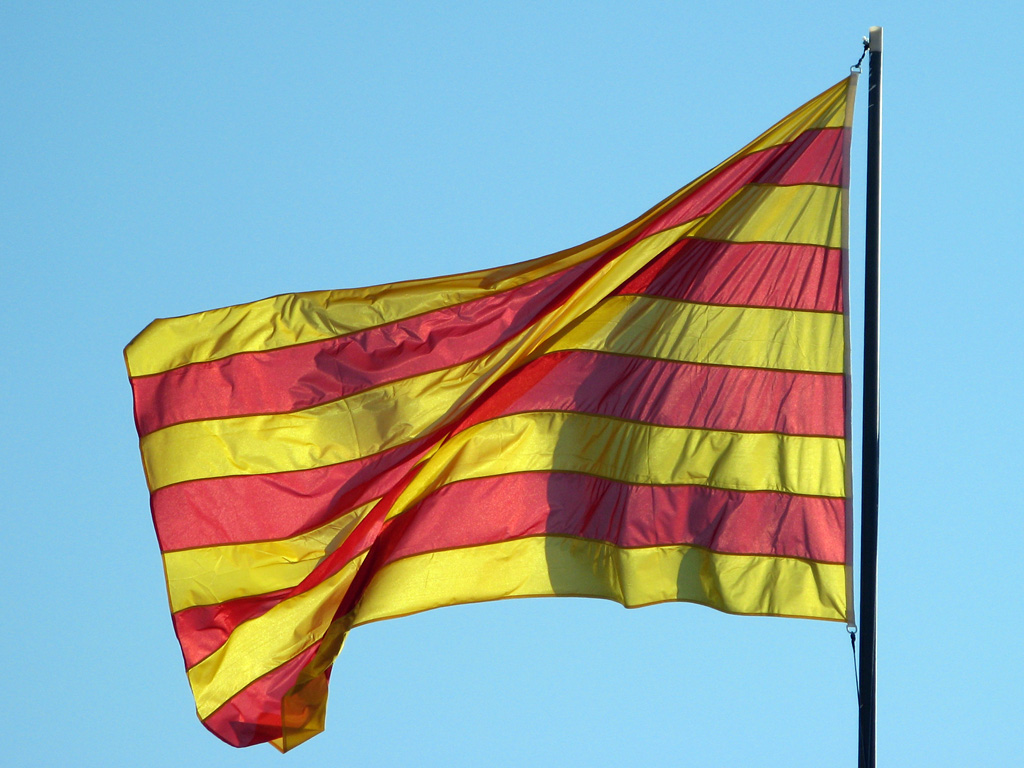
Boixos Nois經常揮舞令旗作為加泰隆尼亞民族主義的象徵

疯狂男孩是巴塞罗那足球俱乐部已被禁的极右翼以及新弗朗哥思想的支持者，对手为皇家马德里足球俱乐部的Ultras Sur与皇家西班牙人體育俱樂部的Brigidas Blanquiazules，同时也是现在巴萨球迷以及极左翼支持者骑士团支持者（Penya Almogarvers）的对手。疯狂男孩成立於1981年。

## 名字
「Boixos Nois」字面意思「瘋狂男孩」。是加泰羅尼亞語「瘋狂」的複數（單數“Boig”，複數“Bojos”）和“nois”（男孩）的錯誤拼寫。

## 標誌
該標誌由白色外圓週和中心的鬥牛犬組成。圓圈的左側是加泰隆尼亞旗幟，右側是巴薩旗幟。頂部是樂團的名稱 Boixos Nois，底部是俱樂部的名稱 FC 巴塞隆納。

## 歷史
成立於1981年。最初是一個由不超過50名年輕粉絲組成的小團體，他們強烈支持加泰羅尼亞民族主義和左翼社會主義。他們一再要求當時的巴塞罗那足球俱乐部主席Josep Núñez辭職。
巴塞隆納認同右翼分離主義的光頭黨加入了「疯狂男孩」並慢慢地將政治意識形態從社會自由主義轉向法西斯主義，導致組織內部產生派系。
他們也與其他巴塞隆納支持者團體 Penya Almogàvers 發生爭執，後者雖然支持加泰隆尼亞獨立，但也持自由主義、社會民主主義和民主社會主義的反法西斯主義和非暴力；與疯狂男孩的立場不同。
俱樂部為該團體提供免費比賽門票、交通設施以及諾坎普球場橫幅的儲藏室。人數開始急劇增加。
1991年，暴力行為日益嚴重：8月22日，一名成員謀殺了競爭對手西班牙人隊的支持者 Frederic Rouquier，並被判處26年監禁。 同年10月6日開始對Sonia Rescalvo Zafra謀殺案 進行調查。西班牙媒體廣泛報道，引起公眾恐懼感。
2022年，女子欧冠经典大战对阵皇马女队，巴萨官方避免性骚乱原因禁止该团体入场。
西班牙政府採取多項行動來緩解問題。皇家法令成立了「全國反體育賽事暴力委員會」，其任務是調查西班牙足球中的暴力行為並對球迷或俱樂部實施處罰。

### 註記
1. ↑  . 11 September 2010  [2024-06-04]. （原始内容存档于2016-03-04）.
2. ↑  Ball, Phil pp. 110–112
3. 1 2  Rius-Sant, Xavier. . El País. 14 July 2010  [18 August 2010].
4. ↑  Cia, Blanca. . El País. 30 January 1991  [24 August 2010] （Spanish）.
5. ↑  Spaaij, Ramón; Vinãs, C. p. 87
6. ↑  Spaaij, Ramón; Vinãs, C. pp. 88-89

### 傳記
- Ball, Phill. . WSC Books Limited. 2003. ISBN 0-9540134-6-8.
- Burns, Jimmy. . Michael Joseph. 2004. ISBN 0-7181-4747-2.
- Chadwick, Simon; Arthur, Dave. . Butterworth-Heinemann. 2007. ISBN 978-0-7506-8543-6.
- Dobson, Stephen; Goddard, John A. . Cambridge University Press. 2001. ISBN 0-521-66158-7.
- Eaude, Michael. . Five Leaves. 2006. ISBN 1-905512-03-1.
- Farred, Grant. . Philadelphia: Temple University Press. 2008. ISBN 978-1-59213-374-1.
- Fisk, Peter. . John Wiley and Sons. 2008. ISBN 978-1-84112-790-3.
- Spaaij, Ramón. . Amsterdam University Press. 2006. ISBN 90-5629-445-8.
- Quetglás, Gregorio Martín; González-Corroto, Anabel Blancas; Benítez, Gregorio Martín. . Universitat de València. 2004. ISBN 84-370-5869-4 （Spanish）.

## 外部連結
- 官方网站 （加泰隆尼亞語）